# Liga Luxemburguesa de Basquetebol de 2023-24
A Temporada da LBBL de 2023–24 foi a 71ª edição da competição de elite do basquetebol de Luxemburgo tendo o Basket Esch de Esch-sur-Alzette como defensor do título luxemburguês.
A liga teve seu nome alterado para a temporada 2021-22 e trocou sua denominação Total League por LBBL (Luxembourg Basket-Ball League).

## Equipes participantes
| Clube                 | Cidade           | Arena                                   |
| --------------------- | ---------------- | --------------------------------------- |
| AB Contern            | Contern          | Ginásio Esportivo "Um Ewent"            |
| Amicale Steinsel      | Steinsel         | Ginásio Poliesportivo "Alain Marchetti" |
| Arantia Larochette    | Larochette       | Hall sportif Centre Filano              |
| Basket Esch           | Esch-sur-Alzette | Ginásio Poliesportivo Esch-sur-Alzette  |
| Etzella Ettelbruck    | Ettelbruck       | Centro Esportivo du Deich               |
| Gréngewald Hueschtert | Oberanven        | Centro Esportivo "Am Sand"              |
| Kordall Steelers      | Differdange      | Ecole Woivre                            |
| Mambra Mamer          | Mamer            | Campus Scolaire Capellen                |
| Musel Pikes           | Stadtbredimus    | Sporthal Stadbriedemes                  |
| Résidence Walferdange | Walferdange      | Pavilhão Esportivo                      |
| Sparta Bertrange      | Bertrange        | Centro Atert                            |
| T71 Dudelange         | Dudelange        | Salle Fos Grimler                       |

fonte:luxembourg.basketball.com

## Temporada Regular

### Tabela de Classificação
| Pos. | Clube                 | J  | V  | D  | P+   | P-   | Pt. | Classificação |
| ---- | --------------------- | -- | -- | -- | ---- | ---- | --- | ------------- |
| 1    | Amicale Steinsel      | 22 | 19 | 3  | 2056 | 1745 | 41  | Playoffs      |
| 2    | Etzella Ettelbruck    | 22 | 17 | 5  | 2019 | 1745 | 39  | Playoffs      |
| 3    | Basket Esch           | 22 | 14 | 8  | 1749 | 1645 | 36  | Playoffs      |
| 4    | Résidence Walferdange | 22 | 13 | 9  | 1891 | 1798 | 35  | Playoffs      |
| 5    | Arantia Larochette    | 22 | 12 | 10 | 1877 | 1833 | 34  | Playoffs      |
| 6    | T71 Dudelange         | 22 | 12 | 10 | 1863 | 1819 | 34  | Playoffs      |
| 7    | AB Contern            | 22 | 11 | 11 | 1872 | 1856 | 33  | Playoffs      |
| 8    | Sparta Bertrange      | 22 | 10 | 12 | 1867 | 1927 | 32  | Playoffs      |
| 9    | Mambra Mamer          | 22 | 8  | 14 | 1819 | 2046 | 30  | Playouts      |
| 10   | Gréngewald Hueschtert | 22 | 6  | 16 | 1768 | 1935 | 28  | Playouts      |
| 11   | Musel Pikes           | 22 | 5  | 17 | 1730 | 1946 | 27  | Playouts      |
| 12   | Kordall Steelers      | 22 | 5  | 17 | 1826 | 2042 | 27  | Playouts      |

fonte:luxembourg.basketball.com
|  |                            |
|  | Classificados aos Playoffs |
|  | Classificados aos Playouts |

### Confrontos
| Casa\Visitante        | ABC    | AMI    | ARA    | ESC   | ETZ     | GRE    | KOR     | MAM     | MUS    | RES    | SPA    | T71    |
| --------------------- | ------ | ------ | ------ | ----- | ------- | ------ | ------- | ------- | ------ | ------ | ------ | ------ |
| AB Contern            |        | 81-88  | 91-79  | 78-95 | 77-84   | 90-69  | 102-87  | 89-74   | 100-82 | 99-77  | 91-100 | 83-50  |
| Amicale Steinsel      | 94-86  |        | 101-78 | 84-63 | 89-81   | 90-54  | 110-104 | 123-70  | 94-76  | 77-84  | 109-86 | 107-72 |
| Arantia Larochette    | 69-77  | 81-95  |        | 91-70 | 79-87   | 94-70  | 94-82   | 78-86   | 72-70  | 81-85  | 88-97  | 93-92  |
| Basket Esch           | 76-70  | 59-62  | 77-79  |       | 72-66   | 74-45  | 86-71   | 92-80   | 92-65  | 73-103 | 100-79 | 77-59  |
| Etzella Ettelbruck    | 113-63 | 86-82  | 94-92  | 90-87 |         | 97-98  | 104-58  | 96-75   | 106-75 | 78-84  | 75-74  | 104-82 |
| Gréngewald Hueschtert | 80-82  | 79-88  | 81-92  | 73-89 | 80-90   |        | 100-80  | 111-76  | 86-81  | 98-95  | 69-78  | 85-88  |
| Kordall Steelers      | 96-86  | 76-113 | 82-96  | 78-97 | 106-114 | 89-86  |         | 104-64  | 82-94  | 70-72  | 84-72  | 54-88  |
| Mambra Mamer          | 93-85  | 96-104 | 69-101 | 76-80 | 79-87   | 87-78  | 105-92  |         | 87-65  | 80-91  | 65-95  | 82-99  |
| Musel Pikes           | 86-97  | 79-85  | 74-77  | 82-67 | 47-90   | 80-73  | 77-75   | 89-93   |        | 99-93  | 85-90  | 88-99  |
| Résidence Walferdange | 95-111 | 81-84  | 75-86  | 71-72 | 88-73   | 95-74  | 104-87  | 64-77   | 114-87 |        | 90-99  | 92-71  |
| Sparta Bertrange      | 82-91  | 76-93  | 84-80  | 76-75 | 58-98   | 85-83  | 75-82   | 112-115 | 90-68  | 87-74  |        | 92-94  |
| T71 Dudelange         | 101-79 | 97-84  | 82-84  | 55-62 | 86-94   | 104-66 | 103-87  | 111-90  | 71-69  | 71-78  | 88-69  |        |

fonte:luxembourg.basketball.com

## Playoffs

### Quartas de final
| Time 1                | Série | Time 2             | 1º Jogo | 2º Jogo  | 3º Jogo |
| --------------------- | ----- | ------------------ | ------- | -------- | ------- |
| Amicale Steinsel      | 2 - 1 | Sparta Bertrange   | 91 - 72 | 88 - 91  | 89 - 48 |
| Résidence Walferdange | 2 - 1 | Arantia Larochette | 98 - 95 | 75 - 88  | 98 - 93 |
| Etzella Ettelbruck    | 2 - 0 | AB Contern         | 85 - 79 | 100 - 83 | -       |
| Basket Esch           | 2 - 0 | T71 Dudelange      | 78 - 54 | 83 - 65  |         |

### Semifinal
| Time 1             | Série | Time 2                | 1º Jogo | 2º Jogo | 3º Jogo |
| ------------------ | ----- | --------------------- | ------- | ------- | ------- |
| Amicale Steinsel   | 2 - 0 | Résidence Walferdange | 94 - 74 | 82 - 60 | -       |
| Etzella Ettelbruck | 2 - 1 | Basket Esch           | 85 - 88 | 88 - 80 | 76 - 63 |

### Final
| Time 1           | Série | Time 2             | 1º Jogo | 2º Jogo | 3º Jogo | 4º Jogo | 5º Jogo |
| ---------------- | ----- | ------------------ | ------- | ------- | ------- | ------- | ------- |
| Amicale Steinsel | 3 - 1 | Etzella Ettelbruck | 82 - 72 | 68 - 77 | 83 - 77 | 69 - 65 | -       |

### Premiação
| LBBL de 2023-24                       |
| Luxemburgo                            |
| ------------------------------------- |
| Amicale Steinsel Campeão (10° título) |

## Playouts

### Classificação
| Pos. | Clube                 | J  | V | D  | P+ | P- | Pt. | Classificação |
| ---- | --------------------- | -- | - | -- | -- | -- | --- | ------------- |
| 9    | Mambra Mamer          | 23 | 9 | 14 | 82 | 75 | 32  |               |
| 10   | Musel Pikes           | 23 | 6 | 17 | 88 | 74 | 29  | Repescagem    |
| 11   | Gréngewald Hueschtert | 23 | 6 | 17 | 74 | 88 | 29  | Rebaixados    |
| 12   | Kordall Steelers      | 23 | 5 | 18 | 75 | 82 | 28  | Rebaixados    |

### Repescagem
| Equipa 1    | Série | Equipa 2    | 1.º jogo | 2.º jogo | 3.º jogo |
| ----------- | ----- | ----------- | -------- | -------- | -------- |
| Musel Pikes | 2 - 0 | Black Frogs | 76 - 63  | 57 - 55  | -        |